# Grafenberg (Düsseldorf)
Grafenberg, Düsseldorf-Grafenberg — dzielnica miasta Düsseldorf w Niemczech, w okręgu administracyjnym 7, w kraju związkowym Nadrenia Północna-Westfalia, w rejencji Düsseldorf.  